# Myotis californicus
Myotis californicus је врста слепог миша из породице вечерњака (лат. Vespertilionidae).

## Распрострањење
Врста је присутна у Гватемали, Канади, Мексику и Сједињеним Америчким Државама.

## Станиште
Врста Myotis californicus има станиште на копну.

## Начин живота
Врста Myotis californicus живи у пећинским хабитатима. 

## Угроженост
Ова врста није угрожена, и наведена је као последња брига јер има широко распрострањење.

### Популациони тренд
Популациони тренд је за ову врсту непознат.